# 블루카본

탄소의 순환 과정

블루카본(영어: blue carbon) 또는 푸른 탄소는 세계의 해안가의 해양 생태계, 대부분 맹그로브 숲, 염생습지, 해초류 그리고 해조류에 의해 흡수되는 탄소를 뜻한다.
역사적으로 해양 및 육상 삼림 생태계는 주요한 천연 탄소 배출구였다. 연안 생태계의 역할에 관한 새로운 연구는 고효율 탄소 배출구로서의 잠재력을 강조했으며 블루카본이라는 용어에 대해 과학적 인정을 받았다. 블루카본은 숲과 같은 전통적인 육상 생태계가 아닌 해안 해양 생태계를 통해 고정되는 탄소를 나타낸다. 바다의 식생 서식지는 해저의 0.5 % 미만을 차지하지만 해양 퇴적물에 있는 모든 탄소 저장량의 50% 이상, 잠재적으로 최대 70%를 차지한다. 맹그로브, 염생습지 및 해초는 대부분의 해양 식생 서식지를 구성하지만 이는 육지 식물 바이오매스의 0.05%에 불과하다. 작은 공간에도 불구하고, 이들은 매년 비슷한 양의 탄소를 저장할 수 있으며 매우 효율적인 온실가스 흡수원이다. 이들은 이산화 탄소를 기저 퇴적물, 지하 및 지하 바이오매스, 죽은 바이오매스 등을 통해 탄소를 대기로부터 격리시킬 수 있다.

## 같이 보기
- 브라운카본(갈색 탄소)
- 블랙카본(검은 탄소)